# 莱济尼昂
莱济尼昂（法語：Lézignan，法語發音：[leziɲɑ̃]）是法国上比利牛斯省的一个市镇，位于该省中部偏西，属于阿热莱斯加佐斯特区。

## 地理
莱济尼昂（43°5'56"N, 0°0'17"W）面积2.56 平方千米，位于法国奧克西塔尼大區上比利牛斯省，该省份为法国西南部内陆省份，北至热尔省，西接大西洋比利牛斯省，南与西班牙接壤，东临上加龙省。
与莱济尼昂接壤的市镇（或旧市镇、城区）包括：莱桑格勒、阿尔西扎克-埃藏格勒、布雷阿克、瑞洛斯、盧爾德、雅雷。

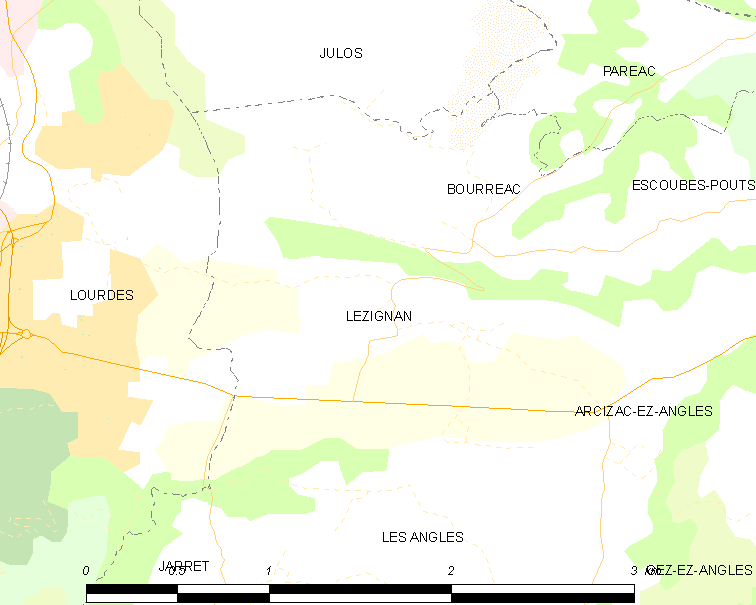
莱济尼昂的OSM定位图

莱济尼昂的时区为UTC+01:00、UTC+02:00（夏令时）。

## 行政
莱济尼昂的邮政编码为65100，INSEE市镇编码为65271。

## 政治
莱济尼昂所属的省级选区为卢尔德第二县。

## 人口

1962-2008年间莱济尼昂人口变化图示

莱济尼昂于2022年1月1日时的人口数量为358人。